# Denis Masséglia
Ne doit pas être confondu avec Denis Masseglia (dirigeant sportif).
Denis Masséglia, né le 11 avril 1981 à Nice, est un homme politique français. Ingénieur en mécanique, il est élu député de la cinquième circonscription de Maine-et-Loire pour La République en marche depuis les élections législatives de juin 2017.

## Biographie
Denis Masséglia, diplômé d'un baccalauréat scientifique, étudie au sein d'une école d'ingénieur en alternance à Toulouse. 
En 2005, il travaille dans une entreprise de sous-traitance mécanique, produisant des pièces détachées pour Thalès et Airbus, comme responsable technique[réf. nécessaire].
Fan de jeux vidéo, après The Legend of Zelda: A Link to the Past, Unreal Tournament et Total Annihilation, il s'investit fortement dans World of Warcraft  à partir de 2007. Il intègre la guilde des « Croisés », qui est alors l'une des meilleures du jeu. Dans un portrait de France Info, il raconte avoir totalisé plus de 300 jours de jeu sur son personnage principal. En 2015, il fonde une société de réparation de consoles de jeux vidéos,.
Denis Masséglia souffre d'une hypersensibilité à la lumière qui l'oblige à porter des lunettes aux verres teintés.
Denis Masséglia se présente aux élections législatives de juin 2017 dans la cinquième circonscription de Maine-et-Loire, investi par La République en marche. Il obtient 47,63 % des voix exprimées au premier tour, puis 68,37 % des voix au second, face au divers droite Patrice Brault. Il entre en fonction le 21 juin 2017 et intègre le groupe La République en marche.
Sous son impulsion, l’Assemblée nationale crée en mars 2018 un groupe d’étude sur les jeux vidéo dont il devient président. Il remet le 29 juillet 2019, à la commission des affaires économiques de l'Assemblée nationale, un document rassemblant 16 propositions de recommandations sur l’eSport. Au cours de son mandat, il rend également un rapport sur la diplomatie économique de la France, de même qu'un rapport à propos de l'instauration d'une taxe sur les services numériques en 2019.
En décembre 2018, des Gilets jaunes interpellent le député lors d’une célébration en circonscription, ils se plaignent « de n’être pas entendus par leurs élus ». Denis Masséglia invite alors un Gilet jaune à le suivre dans son quotidien de parlementaire durant une semaine.
En 2022, Denis Masséglia se représente aux élections législatives toujours dans la Cinquième circonscription de Maine-et-Loire, avec l'investiture de Ensemble. Il obtient au premier tour 31,63% avec 11 073 voix, il obtient ensuite au second tour 61,76% avec 19 395 voix face au candidat LFI (NUPES) Christophe Airaud. Denis Masséglia est alors réélu pour un second mandat le 19 juin 2022.
Denis Masséglia se représente aux élections législatives anticipées de 2024. À l'issue du premier tour le 30 juin 2024 dans la cinquième circonscription de Maine-et-Loire, il arrive en première position avec 33,70 % face à Gilles Boudouleix, maire de Cholet et investi par le Rassemblement national, qui arrive en deuxième position avec 30,54 % des voix. Il sera réélu lors d'une triangulaire s'opposant à Gilles Boudouleix et France Moreau avec 65,63% des suffrages exprimés.

## Controverse autour du ZEvent
En juillet 2025, Denis Masséglia s'inscrit à l’évènement caritatif de ZEvent ce qui entraîne une vague de réactions négatives sur les réseaux sociaux en raison de son vote en faveur de la loi Duplomb. Cette loi est en effet contestée par des associations partenaires de l'édition 2025 de l’évènement en raison de la réintroduction de l'acétamipride, un pesticide « potentiellement cancérigène » selon la Ligue contre le cancer, principale association mise en avant lors de l'évènement,.
La polémique initiée notamment par des streamers comme Antoine Daniel s'étend ensuite à la sphère politique. L'organisation indique alors mettre en place une charte afin de s'assurer que l'évènement reste « non partisan » et indique que les personnalités politiques qui sont « en cours de mandat ou ayant exercé un mandat » ne peuvent dorénavant plus participer à l'évènement,,. De son côté, le député affiche son intention de déposer plainte pour « menaces, insultes et incitations au suicide » en réaction à des messages qu'il a reçus sur les réseaux sociaux,.

## Synthèse des résultats électoraux

### Élections législatives
| Année | Parti | Parti  | Circonscription      | 1er tour | 1er tour | 1er tour | 2d tour | 2d tour | 2d tour | Issue |
| Année | Parti | Parti  | Circonscription      | Voix     | %        | Rang     | Voix    | %       | Rang    | Issue |
| ----- | ----- | ------ | -------------------- | -------- | -------- | -------- | ------- | ------- | ------- | ----- |
| 2017  |       | LREM   | 5e de Maine-et-Loire | 17 966   | 47,63    | 1er      | 20 631  | 68,37   | 1er     | Élu   |
| 2022  | ENS   | 11 073 | 5e de Maine-et-Loire | 31,63    | 1er      | 19 395   | 60,76   | 1er     | Élu     |       |
| 2024  | RE    | 17 730 | 5e de Maine-et-Loire | 33,70    | 1er      | 33 204   | 65,63   | 1er     | Élu     |       |